# Agriocnemis sania
Agriocnemis sania е вид водно конче от семейство Coenagrionidae. Видът не е застрашен от изчезване.

## Разпространение
Разпространен е в Египет, Етиопия, Кения и Либия.